# Hairul Syirhan
Hairul Syirhan (* 21. August 1995 in Singapur), mit vollständigen Namen Hairul Syirhan bin Mardan, ist ein singapurischer Fußballtorwart.

## Karriere
Hairul Syirhan stand bis Ende 2016 bei Geylang International unter Vertrag. 2014 spielte er in der Reservemannschaft. Von 2015 bis 2016 stand er im Kader der ersten Mannschaft, die in der ersten Liga, der S. League, spielte. Hier absolvierte er ein Spiel. 2017 unterschrieb er einen Zweijahresvertrag beim Ligakonkurrenten Young Lions. Die Young Lions sind eine U23-Mannschaft, die 2002 gegründet wurde. In der Elf spielen U23-Nationalspieler und auch Perspektivspieler. Ihnen soll die Möglichkeit gegeben werden, Spielpraxis in der ersten Liga zu sammeln. Für die Lions stand er 17-mal zwischen den Pfosten. 2019 wechselte der Torwart wieder zu seinem ehemaligen Verein Geylang International. Hier stand er bis Ende 2021 26-mal in der ersten Liga im Tor. Zu Beginn der Saison 2022 wechselte er zum ebenfalls in der ersten Liga spielenden Balestier Khalsa.